# Comité de grève

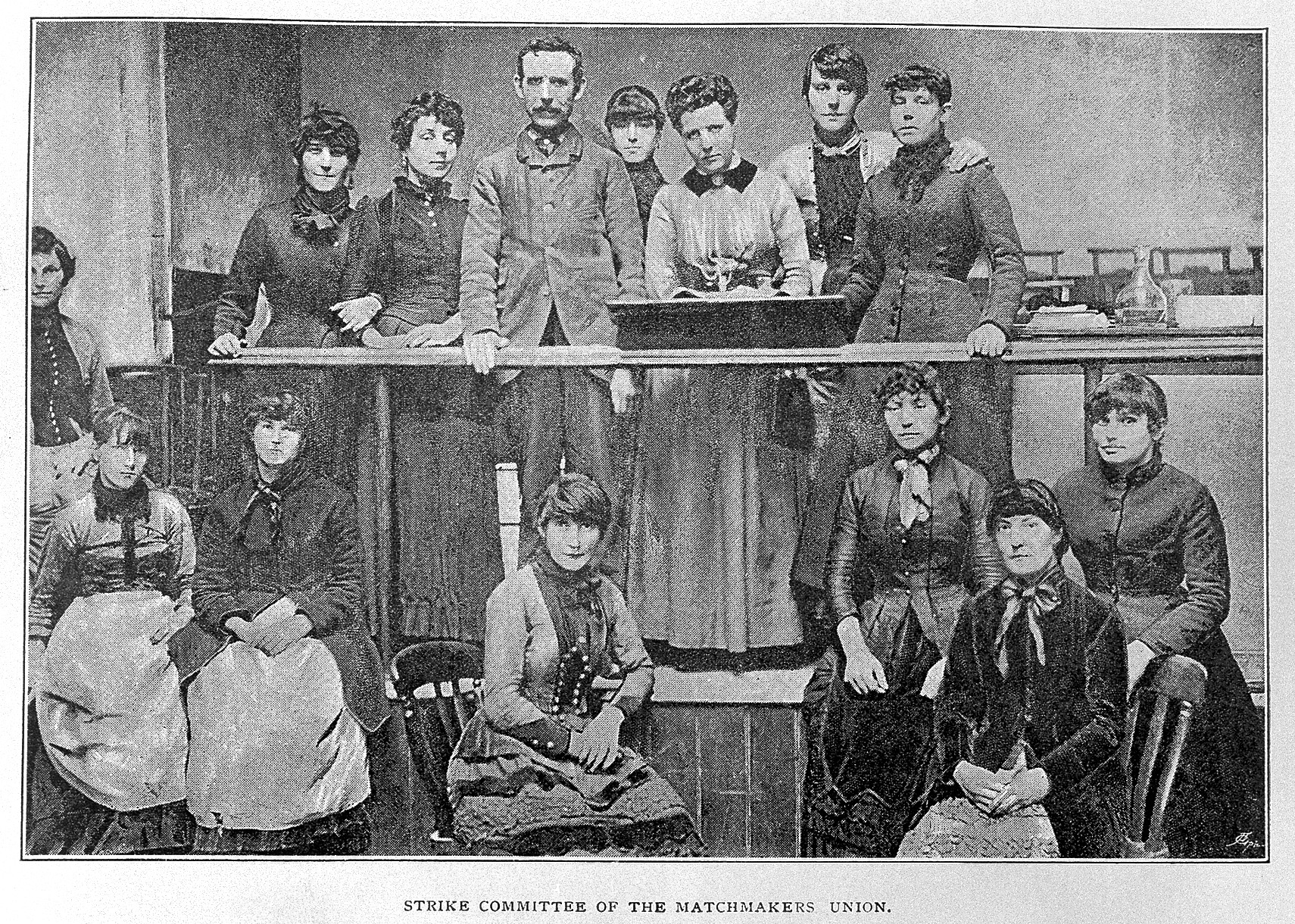
Le comité de grève des ouvrières de la manufacture d'allumettes londonienne Bryant & May, en 1888.

Le comité de grève est le groupe constitué pour assurer la direction d’une grève. Son mode de formation, son fonctionnement et son degré d’autonomie, tant à l’égard de l'ensemble des grévistes que des syndicats, peuvent varier d’un mouvement social à l’autre, selon l'époque et le lieu.

## Organisation
Aux origines du syndicalisme, telles qu'étudiées par exemple par Michelle Perrot dans la France du dernier tiers du XIXe siècle, « la grève commande à l’organisation ; elle sécrète ses propres formes ; le syndicat lui-même n’est souvent que sa créature, né par et pour elle, vivant de son succès, mourant de son échec ». Dans l'organisation de la grève, après la première étape que constitue la désignation de délégués, la constitution d'un comité de grève apparait comme un second degré. Appelé aussi « commission exécutive », il se compose des délégués de la grève, ou bien leur associe des membres du syndicat, voire des représentants des sociétés compagnonniques ou de secours mutuel. Doté d'un bureau et au besoin de commissions, il est, comme les délégués, responsable devant l'assemblée générale des grévistes, qui demeure « la clé du pouvoir ».
Le développement du syndicalisme se traduit à la fois par la multiplication des comités de grève et par l'accroissement du rôle qu'y jouent les militants syndicaux. Ce sont eux qui, de plus en plus souvent, mettent en place le comité, en constituent la majorité des membres, en assurent la direction et contrôlent le déroulement du conflit. Le renforcement de cette tendance aboutit, à un stade que Stéphane Sirot situe dans l'entre-deux-guerres pour l'exemple français, à une « véritable mainmise » des syndicalistes sur le comité de grève. Au Québec, selon la définition du Grand Dictionnaire terminologique, c'est simplement un « groupement constitué par le syndicat en vue de diriger toutes les activités d'une grève ». 

Affiche signée du comité de grève de l'usine Renault de Flins, pendant Mai 1968.

Parfois, comme pendant et après Mai 1968, le contrôle syndical s'assouplit et laisse une plus grande place aux non-syndiqués. Si, comme le relève Alain Badiou, « la vision syndicale dominante (...) consiste à contrôler entièrement l'engagement et la gestion de la grève », elle doit néanmoins, « dans le cas où le déclenchement et les formes de la grève lui échappent, (...) consentir à la création d'un comité de grève censé être indépendant des syndicats. En règle générale, ces comités sont fragiles, au regard de la solidité bureaucratique des syndicats ». De fait, constate Stéphane Sirot, l'ouverture aux non-syndiqués, en permettant d'intégrer de nouveaux acteurs — en l'occurrence, les OS, les femmes ou les immigrés —, améliore la représentativité des comités mais ne remet pas en cause le rôle dirigeant des syndicalistes.
Les coordinations apparues dans la seconde moitié des années 1980, qui se veulent indépendantes des syndicats établis, se caractérisent par la constitution de « comités de grève élus et révocables qui associent syndiqués et non-syndiqués ». Si ces structures se situent hors du contrôle des directions syndicales, elles n'échappent pas à l'influence des syndicalistes locaux, « souvent de sensibilité minoritaire au sein de leurs organisations », qui sont généralement à l'origine de leur création.